# SN 2009ko
SN 2009ko – supernowa typu Ia odkryta 28 października 2009 roku w galaktyce UGC 4175. W momencie odkrycia miała maksymalną jasność 16,60m.